# Émile Montégut
Pour les articles homonymes, voir Montégut.
Émile Montégut est un essayiste, journaliste et critique français, né le  23 juin 1825 à Limoges, mort le 11 décembre 1895 dans le 7e arrondissement de Paris.

## Biographie
Il reçut une  éducation toute classique à Limoges d’abord, puis étudia le droit à Paris à partir de 1845. En 1847, la Revue des Deux Mondes de François Buloz accueille son premier article, une étude sur l’écrivain américain Emerson, inaugurant une collaboration qui devait durer plus de quarante ans. Il s’intéresse aussi au romancier Nathaniel Hawthorne, l’auteur de La Lettre écarlate et de La Maison aux sept pignons auquel, près d’un siècle plus tard, Julien Green rendra également hommage.
Son second article dans la Revue, publié après la Révolution française de 1848, est intitulé Lettre sur les symptômes du temps présent. Il y fixe son point de vue de philosophie politique en ces termes : « Il y a dans la  nature, quelquefois, des créations déréglées, monstrueuses, des parodies sataniques. La Révolution de Février est de ce genre : elle est le résultat, moins de l’esprit de révolte que d’une perversion totale du sens moral et de la fausseté de l’esprit général. »
Montégut devient, après la mort de Gustave Planche, en 1857, le critique littéraire attitré de la Revue des deux Mondes. Il a traduit les Œuvres complètes de Shakespeare ainsi que l’Histoire d’Angleterre de Macaulay. C’est également lui qui introduit en France des écrivains comme George Eliot et Charlotte Brontë.
Sous le titre de Libres Opinions morales et historiques, il publie en 1858 quelques essais où se font jour les idées personnelles d’un libéral aux fermes convictions de droite. « Le premier devoir est de comprendre, écrit-il dans l’avant-propos, préférer n’est que le second ». Il y analyse et juge les effets de « la toute-puissance de l’industrie ». « Il serait bien temps, y  écrivait-il, que l’homme eut d’autres préoccupations que des préoccupations matérielles. Nous avons atteint la limite extrême que cette fièvre des intérêts ne peut dépasser sans danger pour la vie morale… »
Comme Taine et comme Renan, il est confronté aux événements de 1870-1871 : Sedan et ses conséquences, la Commune. C’est alors que, reprenant des thèmes qu’il avait  toujours médités, il publie ses deux célèbres articles, l’un et l’autre recueillis dans la seconde édition de ses Libres Opinions (1888) : Coup d’œil rétrospectif sur la Révolution française après les événements de 1870-1871 et La Démocratie et l’idée de Patrie.

Dans le premier, il décrit la faillite des idées révolutionnaires, « une banqueroute… désormais… irrévocable », nous laissant « pour toujours sceptiques et défiants », car « pas une seule de ses promesses qu’elle n’ait été impuissante à tenir,… pas un seul de ses principes qui n’ait engendré le contraire de lui-même, et produit la conséquence qu’il voulait éviter. »

Dans le second, il cherche à cerner ce qu’est devenue la position de la France vis-à-vis de l’Europe après quatre-vingt ans de révolutions. Et là encore, la situation lui paraît dramatique et sans issue, car, écrit-il, « elle [la Révolution] nous oblige à la prendre encore pour cocarde et pour drapeau alors qu’elle ne peut plus rien pour protéger notre indépendance nationale. » L’Europe s’est renouvelée et cette suprématie politique que la France a exercé si longtemps et dont la Révolution avait hérité du passé – « seul legs qu’elle eut voulu en conserver » - a disparu. Pourquoi ? Parce que les idées révolutionnaires sont antinomiques avec la notion de patrie, « la Révolution française… est… la parfaite antithèse et l’ennemie encore inconsciente de l’idée de patrie qu’elle devra nécessairement emporter dans son cours sous peine de disparaître elle-même. »
Émile Montégut laisse une œuvre abondante qui n’a pas été entièrement réunie en volumes. Outre sa série sur les Écrivains modernes de l’Angleterre, on citera encore les études critiques réunies sous le titre de Nos morts contemporains ainsi que ses relations de voyages en France et à l’étranger Les Pays-Bas, Impressions de voyage et d’art (1869), Souvenirs de Bourgogne (1874), En Bourbonnais et en Forez (1875).
Il épouse en 1875, à l'âge de 50 ans, Anne-Marie Hortense de Lajoumard de Bellabre, d'une des plus anciennes familles du Limousin. Mariage tardif mais pétri de ce qu'il appelait "le respect attendri".
En 1877, il reçoit le prix Langlois de l’Académie française pour la traduction des Œuvres complètes de Shakespeare et en 1883, le prix Vitet de la même Académie pour l'Ensemble de son œuvre, Académie à laquelle il est candidat en 1894.

## Publications
- Du Génie français, Paris : Poulet-Malassis et de Broise, 1857
- Essais sur l'époque actuelle : Libres opinions morales et historiques, Paris : Poulet-Malassis et De Broise, 1858 [lire en ligne]
- Une Interprétation pittoresque de Dante, 1861
- Impressions de voyage et d'art II, souvenirs de Flandre et de Hollande, 1868
- Les Pays-Bas : impressions de voyage et d'art, Paris : Germer Baillière, 1869
- Impressions de voyage et d'art III, les églises du Mont Janicule, 1870
- Impressions de voyage et d'art : souvenirs de Rome, 1870
- Impressions de voyage et d'art V, Souvenirs de Bourgogne, 1872
- Impressions de voyage et d'art I, souvenirs du Nivernais, 1873
- Impressions de voyage et d'art II, Souvenirs du Bourbonnais, 1873
- Tableaux de la France : Souvenirs de Bourgogne, Paris : Hachette, 1874
- En Bourbonnais et en Forez, Paris : Hachette, 1875
- Mélanges critiques, Paris : Hachette, 1877
- Les Vikings de la Baltique de George Dasent, traduit par É. Montégut ; Paris : Hachette, 1877
- Esquisses littéraires : Eugène Fromentin écrivain, 1877
- Esquisses esthétiques, Charles Gleyre, 1878
- L'Angleterre et ses colonies australes : Australie, Nouvelle-Zélande, Afrique australe, Paris : Hachette, 1880
- Tableaux de la France : Souvenirs de Bourgogne, 2e éd., Paris : Hachette Librairie, 1881
- Poètes et artistes de l'Italie, Paris : Hachette, 1881
- Tableaux de la France : en Bourbonnais et en Forez, 2e éd., Paris : Hachette , 1881
- Types littéraires, Don Quichotte, Hamlet, Werther, Wilhelm Meister, et fantaisies esthétiques. Une conversation sur l'influence de la musique : Dante et Goethe, Un pèlerinage édifiant (Neuwied) ; Visions du passé, les Confidences d'un hypocondriaque, les Petits secrets du cœur, Paris : Hachette, 1882
- Le Maréchal Davout, son caractère et son génie, Paris : A. Quantin, 1882
- Types littéraires et fantaisies esthétiques, Paris : Hachette, 1882 [lire en ligne]
- Nos morts contemporains Première série, Béranger, Charles Nodier, Alfred de Musset, Alfred de Vigny, Paris : Hachette et cie, 1883
- Essais sur la littérature anglaise, Paris : Hachette, 1883
- Nos morts contemporains, Paris : Hachette, 1883-1884
- Nos morts contemporaines, deuxième série, Paris : Hachette et cie, 1884
- Les Pays-Bas, impressions de voyage et d'art, 2e édition, Paris : Hachette, 1884
- Livres et âmes des pays d'Orient, Paris : Hachette, 1885
- Écrivains modernes de l'Angleterre, Paris : Hachette, 1885-1892
- Choses du Nord et du Midi, Paris : Hachette et Cie, 1886
- Mélanges critiques, Paris : Hachette et cie, 1887
- Libres opinions morales et historiques, Nouvelle édition, Paris : Hachette, 1888 [lire en ligne]
- Écrivains modernes de l'Angleterre deuxième série, Mrs Gaskell, Mrs Browning, George Borrow, Alfred Tennyson, Paris : Hachette et Cie, 1889
- Dramaturges et romanciers, Paris : Hachette et Cie, 1890
- Heure de lecture d'un critique, Paris : Hachette, 1891
- Ecrivains modernes de l'Angleterre Troisième série, Anthony Trollope, Miss Yonge, Charles Kingsley, Les souvenirs d'un écolier anglais, Conybeare : un plaidoyer anglican contre l'incrédubilité, Paris : Hachette, 1892
- Esquisses littéraires : Mme Desbordes-Valmore, Mme Ch. Reybaud, Gustave Planche, P.-J. Stahl, Mme la Csse Agénor de Gasparin, Mme la Mse de Blocqueville ; de la Vraie nature du bonheur, Paris : Hachette, 1893
- Les sonnets de William Shakespeare, traduits par É. Montégut ; avant-propos de Gilbert Lély, Paris : Le François, 1945
- Une interprétation pittoresque de Dante : L'Enfer de Dante ..., avec les dessins de M. Gustave Doré, la Revue des Deux Mondes